# Narella laxa
Narella laxa är en korallart som beskrevs av Elisabeth Deichmann 1936. Narella laxa ingår i släktet Narella och familjen Primnoidae. Inga underarter finns listade i Catalogue of Life.